# Gail Kim
Gail Kim-Irvine (* 20. Februar 1977 in Toronto, Ontario als Gail Kim) ist eine ehemalige kanadische Wrestlerin, Valet, Model und Schauspielerin koreanischer Herkunft.
Sie begann ihre Wrestlingkarriere als La Felina in kanadischen Independent-Ligen. Sie trat erstmals für WWE im Jahr 2002 auf und gewann gleich in ihrem Debüt-Match die Women’s Championship. Im Jahr 2007 gewann sie als erste die TNA Knockouts Championship, was sie zur ersten Wrestlerin machte, welche sowohl die WWE Women’s Championship als auch die TNA Women’s Championship innehatte.

## Biografie

### Frühes Leben
Kim besuchte das York Memorial Collegiate Institute in Toronto und nahm an verschiedenen Sportkursen wie Basketball, Volleyball, Fußball, Baseball und Badminton teil. Nach ihrem Schulabschluss studierte sie zunächst Bewegungswissenschaft an der York University, wechselte später aber an die Ryerson University, um Ernährungslehre zu studieren. Kim unterzog sich einer Brustvergrößerung, bevor sie zu WWE ging, worauf im Anschluss eine Vergrößerung ihrer Implantate erfolgte.

### Anfänge im Wrestling
Nachdem sie ihren akademischen Grad erhalten hatte, entschied sich Kim Wrestlerin zu werden und trat in „Ron Hutchisons' Pro Wrestling Gym“, dem alten Sully's Gym, in Toronto ein. Sie erhielt zusätzliche Trainingseinheiten von Rob Etchevarria im „Squared Circle Pro Wrestling Gym“. Sie hatte ihr Debüt als Wrestlerin im Dezember 2000 als „The Queen of the Cats“ La Felina in der in Süd-Ontario ansässigen Apocalypse Wrestling Federation. Zunächst trug sie eine Maske, doch sie wurde von Tracy Brooks demaskiert, nachdem sie ein „Mask versus Hair“-Match gegen diese verlor. Kim trat zwei Jahre lang in kanadischen Independent-Ligen wie Border City Wrestling auf.

### World Wrestling Entertainment (2002–2004)
Gail Kim machte im Jahr 2001 dank Jason Sensation die Bekanntschaft mit der World Wrestling Entertainment-Angestellten Nora Greenwald (Ringname: Molly Holly). Greenwald ermutigte Kim, ihre Videos an die WWE zu schicken, was schließlich dazu führte, dass sie einen Vertrag bekam. Im Oktober 2002 wurde sie von der WWE eingestellt. Sie trainierte acht Monate lang bei Ohio Valley Wrestling und trat in Houseshows und Dark Matches auf, bevor sie am 30. Juni 2003 bei RAW debütierte.
Ihr erstes im Fernsehen ausgestrahltes WWE-Match war eine 7 Diva-Battle Royal, ein Titelmatch um die vakante Women’s Championship. Kim gewann das Match und den Titel, indem sie zum Schluss Victoria über das oberste Ringseil beförderte. Kim hielt den Titel vier Wochen lang, bevor sie ihn am 28. Juli bei RAW an Molly Holly abgeben musste. Kim brach sich am 10. November 2003 in einem Match gegen Stratus das Schlüsselbein und musste pausieren. Sie kehrte im April 2004 zurück und teamte erneut mit Molly Holly.
Kims letztes WWE-Match war eine „School girl“-Battle Royal am 19. Oktober bei der Großveranstaltung Taboo Tuesday, bei dem Stratus ihren Titel verteidigen konnte. Am 3. November 2004 wurde Kim offiziell aus ihrem WWE-Vertrag entlassen. Nach der 90-tägigen Sperrklausel trat Kim erneut für Independent-Ligen wie Mid-Atlantic Championship Wrestling und All World Wrestling League auf und hatte Auftritte in Japan, Südkorea und Mexiko.

### Total Nonstop Action Wrestling (2005–2008)
Im September 2005 unterschrieb Kim einen Vertrag mit Total Nonstop Action Wrestling (TNA). In der Impact-Ausgabe vom 8. Oktober hatte Kim ihr Debüt für TNA und verbündete sich sofort mit Jeff Jarrett und America’s Most Wanted (AMW; Chris Harris und James Storm). Kurz darauf half sie AMW, die NWA World Tag Team Championship von den Naturals (Andy Douglas and Chase Stevens) zurückzugewinnen. Bei Impact am 14. Dezember 2006 verloren AMW ein Titelmatch, wodurch sich das Tag Team auflösen musste. Daraufhin fehdete Kim mit Petey Williams gegen Storm und seine neue Managerin Jacqueline.
Bei Bound for Glory am 14. Oktober 2007 wurde Gail Kim zur ersten TNA Knockouts Champion gekrönt, nachdem sie ein 10 Knockout Gauntlet-Match gewann und Roxxi Laveaux zum Schluss besiegte. Nach 85 Tagen Regentschaft musste Kim jedoch den Titel an Awesome Kong abgeben, welche sie im Main Event der Impact-Ausgabe vom 10. Januar 2008 pinnen konnte. Bei Sacrifice am 11. Mai 2008 gewann Gail Kim das erste Frauen-Leiter-Match der TNA-Geschichte, um Nummer Eins-Herausforderin auf die Women’s Knockout Championship zu werden. Am 21. August 2008 verließ sie TNA.

### Rückkehr zur WWE (2009–2011)
Nachdem ihr Vertrag bei TNA ausgelaufen war, unterzeichnete Gail Kim erneut einen Vertrag mit World Wrestling Entertainment. Kim kehrte in der SmackDown-Ausgabe vom 27. März 2009 als Face zurück, bei der sie während eines WWE-Divas-Championship-Titelmatches zwischen Michelle McCool und Maryse eingriff.
Am 29. Juni 2009 wechselte Kim erneut zu RAW. Nach sporadischen Einsätzen kündigte Kim am 5. August 2011 an, dass sie die WWE verlassen wird. Ihr letztes Match war eine Battle Royal am 1. August 2011, bei der sie sich selbst auf Grund von Unzufriedenheit eliminierte. Am 30. September 2011 wurde ihr Profil von der WWE-Homepage entfernt.

### Rückkehr zur TNA Wrestling (seit 2011)

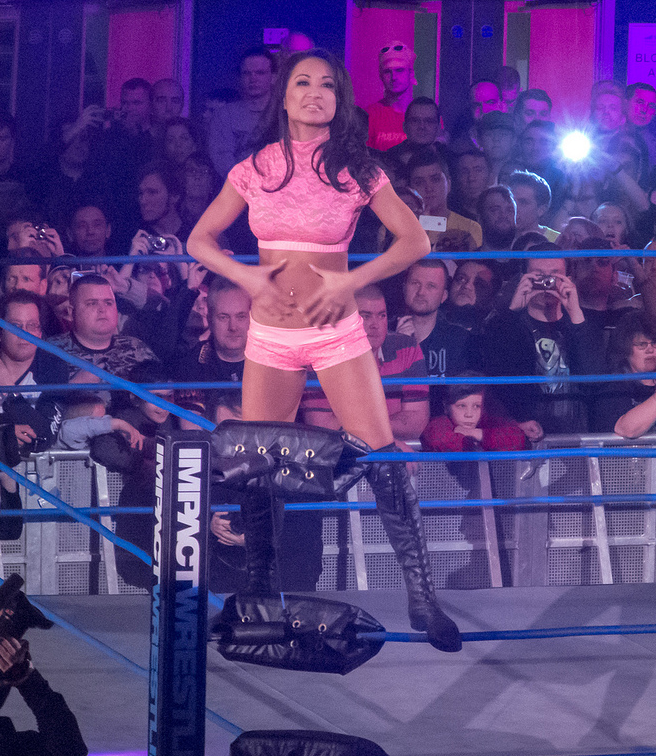
Kim bei einer Impact Ausgabe, 2013

Bei den Impact Wrestling-Aufzeichnungen am 18. Oktober 2011 kehrte Kim zu TNA zurück und attackierte Velvet Sky. Bei den Tapings zu Impact Wrestling für den 3. November 2011 gewann sie zusammen mit Madison Rayne die TNA Knockout Tag Team Championship von Brooke Tessmacher und Tara. Diesen Titel hielt das Team bis zum 28. Februar 2012. Bei den Tapings zu Impact Wrestling verloren sie den Titel an Eric Young und ODB.
Am 13. November 2011 gewann Kim bei Turning Point den TNA Knockouts Championtitel von Velvet Sky. Den Titel verlor sie bei Slammiversary X am 10. Juni 2012 an Brooke Tessmacher. Bei Bound for Glory am 20. Oktober 2013 gewann sie den Titel zum dritten Mal. Den Titel konnte Kim bis zum 16. Januar 2014 halten, als sie ihn bei Impact Wrestling: Genesis an Madison Rayne verlor.

### Außerhalb des Wrestlings
Im Dezember 2005 spielte Kim eine Attentäterin in einem Independent-Film, welcher zunächst Princess hieß und später in Royal Kill umbenannt wurde. Der Film wurde am 10. April 2009 in ausgewählten Kinos in den USA ausgestrahlt.

## Titel und Auszeichnungen

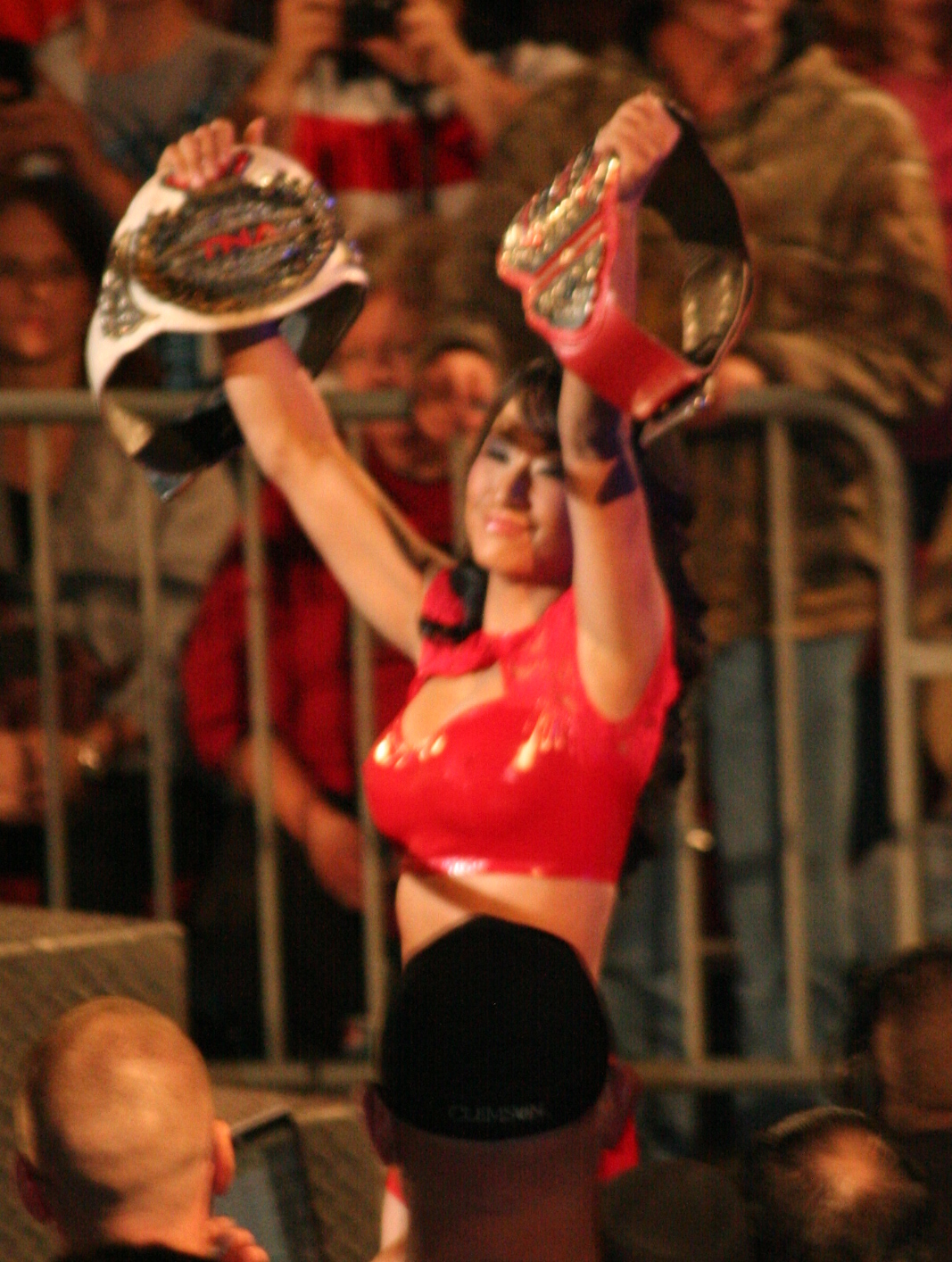
Kim ist die erste und siebenfache TNA Knockouts Champion

### Titel
- Apocalypse Wrestling Federation
  - 1× ABC Women's Champion

- Funkin' Conservatory
  - 1× FC Women’s Champion

- Imperial Wrestling Revolution
  - 1× IWR Diamond Champion

- Total Nonstop Action Wrestling
  - 7× TNA Knockouts Champion (erste Titelträgerin)
  - 1× TNA Knockouts Tag Team Champion mit Madison Rayne

- World Wrestling Entertainment
  - 1× WWE Women’s Champion

### Auszeichnungen
- Pro Wrestling Illustrated
  - 2012: Platz 1 der Top 50 Wrestler im PWI Female 50

- Total Nonstop Action Wrestling
  - 2013: Queen of the Knockouts
  - 2016: Aufnahme in die Hall of Fame